# Фразе-Фразенко Олександр Євгенійович
Олександр Євгенійович Фразѐ-Фразѐнко (англ. Oleksandr Fraze-Frazenko; Frazé-Frazénko, 16 червня 1989, Львів) — український кінорежисер, поет, перекладач, музикант. Співзасновник кінокомпанії «OFF Laboratory». Став відомим завдяки своїм повнометражним документальним фільмам про українських поетів-модерністів, зокрема: «Чубай [Архівовано 15 лютого 2017 у Wayback Machine.]» (2014), «Дім на сімох вітрах [Архівовано 15 лютого 2017 у Wayback Machine.]» (2015), «Акваріум в морі» (2016). Автор десяти поетичних книжок. Перекладач і упорядник першої україномовної книжки віршів Джима Моррісона («Вибрані вірші», 2013). Як музикант працює в стилях вільної імпровізації, інді-року та репу, дискографія налічує близько 50 альбомів.

## Біографічні відомості
Олександр Фразе-Фразенко народився 16 червня 1989 року у Львові. За лінією батька походить з давнього французького шляхетного роду Фразе, історія якого відома з Х ст. Мати походить з сільського роду неподалік Львова. Початкову освіту здобув в школі з канадською системою викладання «Школа радості», середню — в Львівській гуманітарній гімназії з поглибленим вивченням англійської мови та українознавства. Тоді почав писати вірші, познайомився з Ігорем Калинцем, Віктором Небораком та Андрієм Содоморою, які мали великий вплив на формування його літературного стилю. Вперше вірші Олександра були надруковані в журналі «Дзвін» 2005 року з передмовою Андрія Содомори. Вищу освіту здобув в Українській академії друкарства за фахом редактора й журналіста. В той час познайомився з поетом та викладачем опору матеріалів Любомиром Угрином, спілкування з яким остаточно сформувало поетичні смаки Олександра. З третього курсу почав працювати журналістом, дописуючи в місцеві газети, а згодом редактором. Співпрацював з видавництвами «Астролябія» та «Піраміда». Редагував історичні, художні та філософські праці. Мав декілька виставок фотографії та графіки в Академічному фото-клубі. Ще зі школи почав займатися музикою, співав та грав на гітарі й флейті в кількох місцевих рок-групах. Перший альбом, «Пісеньки з міста», записав у 2006 році. Перша окрема книжка побачила світ в 2007 році, «Історія одного вбивці. Сонети». В той час починає робити свої перші сюрреалістичні короткометражні фільми, серед яких «Щось недосконале [Архівовано 15 лютого 2017 у Wayback Machine.]», «Зорі», «Смерть поета». В 2008 році познайомився з Юрієм Яремчуком, який змінив уявлення Фразе-Фразенка про музику. Олександр почав активно займатися вільною імпровізацією, грати на альт-саксофоні та інших духових. Найвідоміший їхній спільний альбом «Карантин» вийшов в 2009 році. В тому ж році накладом Спілки письменників вийшла наступна книжка Олександра Фразе-Фразенка «Сутінковий дім». Також, в 2009-му Олександр робить свій перший повнометражний документальний фільм «Метаформоза [Архівовано 15 лютого 2017 у Wayback Machine.]», про поета Назара Гончара. З того часу працює однаково активно як кінорежисер, музикант, поет і фотограф. В 2013 році спільно з поеткою, художницею та кінорежисеркою Ольгою Фразе-Фразенко заснував продакшн-студію OFF Laboratory, в рамках якої виходять всі його наступні фільми.

## Кіно
Олександр Фразе-Фразенко відомий своїми повнометражними документальними фільмами про українських митців, зокрема поетів. Також документував важливі культурні події. Архів налічує близько тисячі фільмів. Займається комерційною рекламою та виготовленням музичних кліпів. Восени 2016 року на міжнародному кінофестивалі Wiz-Art у Львові відбулася прем'єра художнього короткометражного фільму Олександра Фразе-Фразенка «Не бреши мені». Фільм є частиною його повнометражного фільму «Найхолодніші», дата прем'єри наразі не розголошувалася.

### Цикл «Поети»
Цикл з десяти повнометражних та певної кількості додаткових фільмів Олександра Фразе-Фразенка, який окреслює його бачення поетичного канону української модерністичної поезії. Стиль циклу коливається від документалістики до сюрреалізму. З уже реалізованих фільмів: «Чубай», «Дім на сімох вітрах», «Акваріум в морі», «Пан Ніхто», «Casi Desnudo». Наступними фільмами циклу стануть «Лишега танцює» про Олега Лишегу, фільми про Василя Барку та про Євгена Маланюка та інші, які перебувають зараз у виробництві.

### «Чубай», 2014
Це стрічка про одного з найвідоміших українських поетів XX ст. Про Григорія Чубая у фільмі розповідають Ігор Калинець, Юрій Винничук, Микола Рябчук, Олег Лишега, Юрій Кох, Володимир Кауфман, Юрій Брилинський та інші. По суті, усі вони допомагають доньці поета Соломії Чубай краще пізнати батька, який пішов з життя коли вона була дуже маленькою.
Тривалість фільму — 90 хв. Зйомки відбувались у Львові, Києві, Житомирі та рідному селі поета — у Березинах. Прем'єра відбулася восени 2014 року у Львові, в кінозалі ресторану «Грушевський» за участі всіх основних персон фільму. Прем'єра завершилася концертом гурту «Плач Єремії» та Віктора Морозова.
Режисер побудував фільм так, щоб у глядача складалося враження, що всі люди, які в фільмі говорять про Григорія Чубая, сидять з вами ніби за одним столом, в одній кімнаті. Наприкінці фільму в глядача мало б виникати відчуття, ніби всі ці люди є і вашими друзями, що Чубай є вашим другом також. Фінальна сцена фільму відзнята в рідному селі поета, в Березинах Рівненської області, за кадром звучить голос Григорія Чубая, який читає уривок з поеми «Марія», «Не спиняйте її… [Архівовано 22 лютого 2017 у Wayback Machine.]», а донька поета Соломія віддаляється, зникаючи посеред поля, за родинною хатою Чубаїв.
|  | Це прорив в українській документалістиці. Без пафосу, панегіриків та гучних слів — львівський режисер Олександр Фразе-Фразенко зі спогадів зумів сконструювати повноцінний образ Григорія Чубая". Олеся Яремчук. «Спогад і спалах» // Український Журнал, ч. 9, 2014, Чехія. |

Поет, лавреат Шевченківської премії Петро Мідянка, на своїй сторінці у Facebook відреагував на появу фільму в Інтернеті:
|  | Молодий львівський режисер Олександр Фразе-Фразенко виклав у Мережу документальний фільм про поета Григорія Чубая (1949—1982) і весь мистецький андерґраунд Львова 70-х років минулого століття, який мав уплив і на автора цих рядків. У радянські часи перед сеансом художнього фільму в нечисельних тоді кінотеатрах та кіноустановках документальна стрічка була обов'язковою. В нинішні часи такий жанр трохи занепав як і все українське кіномистецтво. Нелегко реалізувати концепцію фільму про митця, тим більше такого неординарного як поет Григорій Чубай, але Фразе-Фразенко зробив свою кінострічку концептуальною на відміну від інших телеканалів України, що намагаються ще щось робити в цьому напрямку... У фільмі Олександра Фразе-Фразенка вражає не лише світло, тінь, музика, поезія, але й ціле гроно сучасної української творчої еліти: поетів, співаків, акторів, політологів. Чудово репрезентована родина Грицька Чубая: вдова Галина, теща Стефанія Савка, діти, рідня з Рівненщини. Можна було б додати ще чимало інформації: про підвал, перепоховання з Сихова й т.д., але це б тільки обтяжило гармонію кінотвору. З потенційною творчою особистістю Олександра Фразе-Фразенка в майбутньому матимемо добротну кінодокументалістику, а глядач отримає справжню насолоду й „естетичний кодекс“. Петро Мідянка про фільм "Чубай" // 12 жовтня 2014. |

### «Дім на сімох вітрах. ПортретВасиля Махна», 2015
Стрічка працює на грані документалістики і арт-хаусу, її еклектичний сновидний метод затягує у свій в'язкий світ, де час має дивне обличчя. Цей фільм продовжує і розвиває особливу кінематографічну концепцію Олександра Фразе-Фразенка, яку він почав у своїх ранніх фільмах «Альбіна» та «Зеленський», де жанрове сприйняття фільму нівелюється, нівелюються також поняття часу, місця, реальні персони стають персонажами і навпаки, оповідність мутує в поетичний опис.
Фільм «Дім на сімох вітрах» складається з читання віршів і наративних флешбеків, які зображають дивну картину часових уламків. Поет живе між двома континентами. Той, який має під ногами і той, який тримає його голова. Він ходить вулицями Нью-Йорка, куди переїхав уже в зрілому віці в 2000 році, але його хода така ж, як була в Тернополі . Фільм містить авторські читання дев'яти віршів, вісім з яких записані спеціально для фільму і один записаний Тернопільським телебаченням в кінці дев'яностих років.
Музику до фільму написала українська композиторка з Дубліна Олеся Здоровецька.
Тривалість фільму — 48 хв. Зйомки відбувались у Нью-Йорку, Чикаго, Нью-Джерзі, Стетен-Айленд. Фінальна сцена фільму відзнята в найбільш завантаженому в світі аеропорті Чиказькому аеропорті О'Хара.
Прем'єра відбулася на Форумі видавців у Львові. Американська прем'єра відбулася взимку 2017 року в Колумбійському університеті. Фільм мав обмежений прокат в Україні та США. У видавництві Harvard Book на початку 2017 року вийшла книга «The House on Seven Winds. The Complete Script», присвячена фільму.
Інтернет-прем'єра фільму відбулася на офіційному YouTube-каналі режисера [Архівовано 25 січня 2017 у Wayback Machine.] 15 січня 2018 року.

### «Акваріум в морі», 2016
Документальний фільм Олександра Фразе-Фразенка про Нью-Йоркську групу поетів.
Прем'єра фільму відбулася навесні у Вроцлаві 2016 року. Далі була американська прем'єра в Нью-Йорку, на якій вперше за 60 років зібралися всі основні учасники Нью-Йоркської групи: Юрій Тарнавський, Богдан Бойчук, Богдан Рубчак, Женя Васильківська, Олег Коверко, також на прем'єрі були інші учасники фільму: Василь Махно, Леонід Грабовський, Григорій Грабович. Фільм мав прокат у кількох основних містах східного узбережжя США. Українська прем'єра фільму, яка відбулася у вересні у Львові, супроводжувалася грандіозним тижневим фестивалем, організованим продакшн-студією OFF Laboratory, під назвою «Велике повернення Нью-Йоркської групи». На запрошення OFF Laboratory на фестиваль прибули засновники НЙГ Юрій Тарнавський та Богдан Бойчук, а також дружина Богдана Рубчака, Мар'яна Рубчак. Фестиваль складався з лекторію (низка лекцій про творчість НЙГ) в Інституті літератури, з циклу поетичних читань, які відбувалися в Фільм-центрі та в Театрі Леся Курбаса. Сама українська прем'єра фільму відбулася в кінотеатрі «Коперник». OFF Laboratory тоді ж пообіцяли створення фільму про Велике повернення НЙГ, всі акції якого фільмувалися. Ця подія стала останньою публічної появою Богдана Бойчука, який помер 10 лютого 2017 року.
Частково музику до фільму написала українська композиторка з Дубліна Олеся Здоровецька.
| | Це не просто документальний фільм. Це також і художній фільм, який поєднує документальний аспект з художнім баченням режисера, роблячи цей фільм унікальним. |
| — Григорій Грабович, з промови, виголошеної ним перед показом фільму в Гарвардському університеті. | |

23 січня відбувся спеціальний показ «Акваріума» в історичному кіно-театрі Бреттл, в Кембриджі, де була представлена книга про фільм «An Aquarium in the Sea. The Complete Script», видана взимку 2017 року в Harvard Book, в перекладі Ольги Герасимів. Книжка містить повний текст фільму англійською мовою, всі вірші з фільму українською та англійською, передмову Олександра Фразе-Фразенка та вступне слово Орини Грушецької-Шифман, яке було виголошене 19 листопада 2016 в Українському інституті модерного мистецтва в Чикаґо.
25 грудня 2017 року відбулася інтернет-прем'єра фільму на офіційному YouTube-каналі режисера [Архівовано 25 січня 2017 у Wayback Machine.].

### «Пан Ніхто», 2017
Документально-художній експериментальний повнометражний фільм про поета і дисидента Ігоря Калинця. 30 травня 2018 року відбулася прем'єра [Архівовано 2 квітня 2019 у Wayback Machine.] в Києві, яку організували спільно Кінофестиваль «Молодість» і Книжковий Арсенал  [Архівовано 13 серпня 2018 у Wayback Machine.], представляв фільм і режисера — Іван Малкович. Відгуки київських кінокритиків на фільм були обурливі, мовляв це ніякий не фільм, а домашнє відео. Натомість у Західній Україні фільм високо оцінили, звинувачуючи київську публіку в недостатній обізнаності. В різних інтерв'ю режисер Олександр Фразе-Фразенко, реагуючи на цей поділ думок, сказав, що, на відміну від «Акваріума в морі», це складне для сприйняття кіно, і назвав «Пана Ніхта» своїм найкращим і улюбленим фільмом циклу. Інтернет-прем'єра фільму відбулася 9 червня 2018 року на офіційному YouTube-каналі режисера. Саундтрек для фільму авторства Віктора Камінського.

### «Casi Desnudo», 2018
П'ятий повнометражний документальний фільм циклу «Поети», про одного з найвизначніших українських письменників-авангардистів, кібернетика IBM Юрія Тарнавського. Зйомки стрічки велися в США та Україні в 2015–2018 роках. Світова прем'єра фільму відбулася 8 березня 2019 року в Нью-Йорку, в Українському інституті Америки за участі режисера Олександра Фразе-Фразенка і самого Юрія Тарнавського. Переднє слово виголосила професорка Міланського університету Марія Грація Бартоліні. Місяць перед прем'єрою студія OFF Laboratory оприлюднила відеозвернення, оголосивши про краудфандинг на постпродакшн фільму. Ширшою метою ролика було привернення уваги до фінансування документальних фільмів на важливі культурні теми. Українська прем'єра стрічки відбулася 26 травня в програмі Книжкового Арсеналу за участі художника (і близького друга Тарнавського) Олександра Дубовика та професора літератури Гарвардського університету Григорія Грабовича. Львівська прем'єра відбулася 18 вересня в Палаці Мистецтв, у спеціальній програмі Форуму видавців «Ніч кіно про поетів», в рамках якої були показані всі п'ять фільмів циклу «Поети» нон-стоп. В прем'єрі взяли участь режисер Олександр Фразе-Фразенко, сам Юрій Тарнавський, а також програмний координатор кінофестивалю «Молодість» Віктор Глонь.

### «Нью-Йорк. Маланюк», 2019
Шостий повнометражний документальний фільм циклу «Поети», про «Імператора залізних строф» Євгена Маланюка. Фільм охоплює його останній, американський, період життя 1949–1968 рр., та фокусується на особистій історії поета, розповідається про його стосунки з жінками, про стосунки з сином, про зміну письма під впливом Нью-Йоркської групи, про несприйняття американського життєвого укладу та відстороненість від нього. Також фільм містить художні елементи, в початковій сцені зіграв репер Вова зі Львова, а в фінальній — письменник Юрій Андрухович. Допрем'єрний показ фільму відбувся 7 грудня в Нью-Йорку в НТШ-Америка.

### Вибрана фільмографія
- «Метаформоза [Архівовано 15 лютого 2017 у Wayback Machine.]», 2009
- «Інтервал Ігоря Яновича [Архівовано 15 лютого 2017 у Wayback Machine.]», 2014
- «Проникнення [Архівовано 15 лютого 2017 у Wayback Machine.]», 2014
- «Чубай [Архівовано 15 лютого 2017 у Wayback Machine.]», 2014
- «Дім на сімох вітрах. Портрет Василя Махна», 2015
- «Ой, буря [Архівовано 15 лютого 2017 у Wayback Machine.]», 2016
- «Акваріум в морі. Історія Нью-Йоркської групи [Архівовано 29 травня 2019 у Wayback Machine.]», 2016
- «Не бреши мені», 2016
- «Найхолодніші», 2016
- «Яків Гніздовський», 2016
- «Ось він озирається і біжить», 2016
- «Коко», 2016
- «Про Юліяна Китастого», 2017
- «Пан Ніхто» – фільм про Ігоря Калинця, 2017
- «Casi Desnudo» — фільм про Юрія Тарнавського, 2018
- «Лишега» (у виробництві, запланована дата виходу 30 жовтня 2020)
- «Psychro» [Архівовано 7 серпня 2020 у Wayback Machine.], 2019
- «Ми далекі, чужі і окремі», 2020

### Вибрані кліпи
- Для Мар'яни Садовської, «Пісня вдови [Архівовано 11 серпня 2020 у Wayback Machine.]», 2014
- Для Joryj Kłoc, «Ліс [Архівовано 5 серпня 2020 у Wayback Machine.]», 2015
- Для Joryj Kłoc, «Коломийки [Архівовано 16 липня 2020 у Wayback Machine.]», 2016
- Для себе, «Кімната» [Архівовано 11 серпня 2020 у Wayback Machine.], 2016
- Для себе, «Венера і Врубель [Архівовано 5 серпня 2020 у Wayback Machine.]», 2016
- Для Joryj Kłoc, «Баба (наживо)» [Архівовано 30 травня 2020 у Wayback Machine.], 2017
- Для Joryj Kłoc «Баба (режисерска версія)» [Архівовано 7 серпня 2020 у Wayback Machine.], 2017
- Для Joryj Kłoc, «Кладка», 2019
- Для себе, «Смокчи [Архівовано 11 серпня 2020 у Wayback Machine.]», 2019
- Для Balaklava Blues, «Machina [Архівовано 11 серпня 2020 у Wayback Machine.]», 2019
- Для Balaklava Blues, «Don't Leave Me», 2019
- Для Юрія Гнатковського, «Ангел [Архівовано 7 серпня 2020 у Wayback Machine.]», 2019
- Для Юрія Гнатковського, «Wybór Masz» [Архівовано 12 серпня 2020 у Wayback Machine.], 2019
- Для Joryj Kłoc і Вови зі Львова, «Рано-рано», 2019
- Для Вови зі Львова, «До дупи [Архівовано 16 липня 2020 у Wayback Machine.]», 2019
- Для Вови Зі Львова і Уляни Малиняк, «Життя Урагани Збороти» [Архівовано 11 серпня 2020 у Wayback Machine.], 2019
- Для себе, «Твій Телевізор Палає» [Архівовано 5 вересня 2020 у Wayback Machine.], 2020
- Для себе і Вови зі Львова, «Визвольна Війна» [Архівовано 5 липня 2020 у Wayback Machine.], 2020
- Для Вови зі Львова, «Сумував без вас засранці», 2020
- Для Вови зі Львова, «Мамо, нагадай», 2020

## Музика
Олександр Фразе-Фразенко є одним із яскравих представників української вільної імпровізаційної музики. Найчастіше грає на альт-саксофоні та дудці власної конструкції. Також володіє грою на струнних щипкових та ударних. Має спільні проєкти з Юрієм Яремчуком, Міколаєм Тшаскою, Марком Токарем, Юрієм Зморовичем, Юліаном Китастим, Олесею Здоровецькою й іншими. Дискографія складається з кількох десятків альбомів. Також останніми роками він видав кілька альбомів у жанрах інді-року, розвиваючи традиції своїх ранніх альбомів. Навесні 2019 Фразе-Фразенко заявив про себе як про репера, випустивши кліп на нову пісню «Я сплю» і трохи згодом дует з Оленою Янковською «Смокчи», тепло зустрітий аудиторією та критиками, зокрема ресурс «Рагу.Лі» відзначив у цій пісні встановлення гендерного рівноправ'я у стосунках, на противагу пісням, зокрема, Потапа, в яких пропагується об'єктивізація жінки. В соціальних мережах Олександр анонсував вихід цілого реп-альбому під назвою #bezsmertnaklasyka, вихід якого відбувся 4 квітня 2020 року. На кінець року він видав ще один лонгплей з 19-ти пісень, найпомітнішими в якому стали контраверсійна і провокативна пісня «Грушевський», в описі до якої автор дав розлогу анотацію, чому Грушевський та Бандера є шкідливими героями для українського сьогодення, що створило ряд дискусій у пресі та соц-мережах. Також популярності зазнала пісня «Кориця». Початок 2021 року для артиста виявився ще успішнішим, преса активно заговорила про його новий альбом «Найкращий альбом року», назвавши Олександра «Українським Моргенштерном».

### Вибрана дискографія
- «Шкільні пісні» (в п'яти томах), 2006–2008
- «Дві фуґи [Архівовано 15 лютого 2017 у Wayback Machine.]» (з Євгеном Поляковим), 2009
- «Карантин [Архівовано 15 лютого 2017 у Wayback Machine.]» (з Юрієм Яремчуком), 2009
- «П'єса #2 [Архівовано 15 лютого 2017 у Wayback Machine.]» (з Андрієм Орлом), 2010
- «Наживо в Куті [Архівовано 15 лютого 2017 у Wayback Machine.]» (з Юрієм Яремчуком та Михайлом Балогом), 2011
- «Сестро [Архівовано 15 лютого 2017 у Wayback Machine.]» (з Галею Петросаняк), 2011
- «Єврейський вальс [Архівовано 15 лютого 2017 у Wayback Machine.]», 2013
- «Ось він озирається і біжить [Архівовано 15 лютого 2017 у Wayback Machine.]», 2015
- «Квіти зі сраного Блеквуду», 2018
- «#bezsmertnaklasyka», 2020
- «Наголос на Е», 2020
- «Найкращий альбом року», 2021

## Публікації
- Олександр Фразе-Фразенко: В Україну завжди приходить якась запізніла мода // zaxid.net, 17.06.2011 [Архівовано 13 лютого 2017 у Wayback Machine.]
- «Проклятий поет, Джим Моррісон…» // Zbruch, 03.09.2013 [Архівовано 5 березня 2016 у Wayback Machine.]
- Інтерв'ю з перекладачем: 43. Олександр Фразе-Фразенко // WhyTranslator, 14.10.2013 [Архівовано 5 травня 2015 у Wayback Machine.]
- Олеся Яремчук. Львів'янин Олександр Фразе-Фразенко зняв фільм про поета Григорія Чубая. Розмова з режисером напередодні прем'єри // День, 12.09.2014
- Хтось невідомий: «Чубай» // Insider, 13.10.2014 [Архівовано 23 грудня 2014 у Wayback Machine.]
- Ігор Котик: Коментарі до «Часів втрат» Олександра Фразе-Фразенка (далі буде) // Літакцент, 15.05.2015 [Архівовано 19 травня 2015 у Wayback Machine.]
- Марта Фаріон. Поети Василь Махно та Олександр Фразе-Фразенко виступили в Українському інституті модерного мистецтва // Час і події, 21.05.2015 [Архівовано 13 лютого 2017 у Wayback Machine.]
- Олександр Фразе-Фразенко: «Я хочу показати Лишегу світовим поетом» // Літакцент, 9.09.2015 [Архівовано 27 вересня 2015 у Wayback Machine.]
- Анастасія Чупринська. Втратити, щоб знайти: Нью-Йоркська група // Zbruch, 12.10.2016 [Архівовано 12 лютого 2017 у Wayback Machine.]
- Олександр Фразе-Фразенко: «Справжня Галичина — за океаном» // Zbruch, 22.10.2015 [Архівовано 17 лютого 2017 у Wayback Machine.]